# Mariano Montealegre Bustamante
Mariano Montealegre Bustamante (1783-1843) fue primer diplomático y primer Vicejefe de Estado de Costa Rica. 

## Biografía
Nació en la ciudad de Nueva Guatemala de la Asunción, Guatemala, en agosto de 1783. Fue hijo de Mariano Ignacio de Montealegre Balmaceda (1758-1803), originario de Granada, España, y Josefa Bustamante (1779-1835), guatemalteca. Era asimismo medio hermano del fundador de esa familia en Nicaragua, el político y diplomático  Mariano Montealegre y Romero
Casó en abril de 1815 en San José, Costa Rica, con Gerónima Fernández Chacón, viuda de Félix Fernández y Carranza (m. 1814) y hermana del jefe de Estado Manuel Fernández Chacón, con la que tuvo los siguientes hijos:
1. José María Montealegre Fernández (1815-1887), Presidente de Costa Rica de 1859 a 1860, casado en primeras nupcias en 1840 con Ana María Mora Porras (1819-1854), hermana de los Presidentes Miguel Mora Porras y Juan Rafael Mora Porras, y en segundas en 1858 con Sofía Matilde Joy Redman (1823-1908), británica.
2. Mariano Montealegre Fernández (1816-1900), casado en 1846 con Guadalupe Gallegos Sáenz (m. 1905), hija del jefe de Estado José Rafael de Gallegos y Alvarado.
3. Josefa Montealegre Fernández (1817-1821).
4. Francisco Montealegre Fernández (1818-1875), casado en 1852 con Josefa Victoriana Gallegos Sáenz (1827-1876), hija del jefe de Estado José Rafael de Gallegos y Alvarado.
5. Martín Montealegre Fernández (1819-1820).
6. María Cecilia Montealegre Fernández (1820-1821).
7. María Encarnación Montealegre Fernández (1822-1890), soltera, fue un personaje  muy activp en el campo de la beneficencia y en las actividades en pro del Hospicio de Huérfanos de San José.
8. Gerónima Montealegre Fernández (1823-1892), casada en 1848 con Bruno Carranza Ramírez, Presidente de la República en 1870.
9. María Sara Montealegre Fernández (1826-circa 1839).
10. Josefa Leonor Montealegre Fernández (1827-1861), soltera.
11. María Aurelia Montealegre Fernández (1828-1883), casada en 1859 con José Concepción Pinto y Castro (1828-1898), Fiscal y magistrado de la Corte Suprema de Justicia de Costa Rica e hijo del jefe de Estado Antonio Pinto Soares.
12. Leopoldo Montealegre Fernández (1832-1892), casado en 1860 con Ermida Quirós Flores (1843-1899), hija del General José Manuel Quirós y Blanco.

Además, tuvo con Petronila del Castillo Villagra, viuda de Casiano Porras y Sandoval y hermana del Presidente de las Cortes de Cádiz Florencio del Castillo, otras dos hijas:
- 13. Magdalena del Castillo Villagra (1811-1875), casada en primeras nupcias en 1827 con Santiago Millet Saint-Jean (m. 1838), francés, y en segundas en 1838 con Gregorio Escalante Nava (matrimonio anulado en 1855).
- 14. Antonia Rita del Castillo Villagra (1813-1866), casada en 1838 con Léonce De Vars Dumartray, francés.

Por ende, descienden de Don Mariano las actrices Felicia Montealegre de Bernstein y Madeleine Stowe de Beriben

## Factor de Tabacos
Prestó servicios en las Factoría de Tabacos de Nicaragua y de San Salvador. Se estableció en Costa Rica alrededor de 1809. En 1818 fue nombrado factor de Tabacos de Costa Rica, cargo que sirvió con empeño y acierto durante un prolongado período.

## Comisionado en Nicaragua
En mayo de 1823 fue designado Comisionado de Costa Rica ante los gobiernos de Granada y León de Nicaragua. Es célebre la respuesta con que declinó el nombramiento: "Si mi corta penetración ha podido alcanzar algo de la importancia de la comisión, también me ha hecho conocer que el que la desempeñe debe estar revestido de instrucción y de unos conocimientos muy superiores a lo limitado de los míos ; y si la Patria es acreedora a los servicios de todos los individuos de que es compuesta y debe cada uno prestarse gustoso a hacerlos, también esta rigurosamente obligado a no engañarla admitiendo los empleos o comisiones que por una equivocación le ha conferido. Este es mi caso, pues, me veo precisado a manifestar a V. E. que no tengo instrucción para desempeñar las obligaciones de Enviado, porque jamás he visitado aula alguna y porque carezco de mil cosas y especialmente de conocimientos políticos, tales cuales deben adornar al que se haga cargo de semejante empresa... En el seno de la provincia y fuera de él y en el mismo León tiene V. E. varios sujetos, que investidos de este poder le den honor a esta Provincia por su instrucción y patriotismo, y en mi no se encuentra más que el segundo requisito."
No obstante, la Junta Gubernativa de Costa Rica confirmó la designación y Montealegre se convirtió así en el primer diplomático de la historia costarricense. Desempeñó su función con gran responsabilidad y acierto, y logró la firma del tratado Montealegre-Velasco con Granada y del tratado Montealegre-Solís con León.

## Otros cargos
De 1824 a 1825 fue Vicejefe de Estado. Fue elegido como miembro de la Asamblea Constituyente de 1842, pero no ejerció el cargo por motivos de salud. 

## Actividades privadas
Emprendió con entusiasmo el cultivo del café en las vecindades de San José y llegó a ser el más importante productor cafetalero de su época, por lo que se le conoce con el nombre de el Rey del Café. También tuvo intereses en la explotación minera en el monte del Aguacate y una casa comercial en San José.

## Fallecimiento
Murió en San José, Costa Rica, el 18 de noviembre de 1843. Fue sepultado en el cementerio de San José.